# Pod wulkanem
Pod wulkanem é um filme de drama polonês de 2024 dirigido por Damian Kocur. Ele estreou no Festival Internacional de Cinema de Toronto em 8 de setembro de 2024. Foi selecionado como a inscrição da Polônia para Melhor Longa-Metragem Internacional no 97º Oscar.

## Sinopse
Uma família ucraniana de férias em Tenerife descobre que não pode regressar a casa devido à invasão russa da Ucrânia.

## Elenco
- Sofiia Berezovska como Sofiia Kovalenko
- Roman Lutskyi como Roman Kovalenko
- Anastasiia Karpenko como Anastasiia Kovalenko
- Fedir Pugachov como Fedir Kovalenko

## Lançamento
Salaud Morisset adquiriu os direitos de vendas internacionais do filme em agosto de 2024. O trailer foi lançado em 7 de setembro de 2024.
O filme estreou no Festival Internacional de Cinema de Toronto em 8 de setembro de 2024. Também foi exibido no Festival de Cinema de Gdynia de 2024 como o filme de abertura do festival.

## Recepção
Jared Mobarak, do The Film Stage, deu ao filme uma nota B+, escrevendo que "[Damian] Kocur deu forma ao purgatório da sobrevivência em tempos de terror." David Katz, do Cineuropa, escreveu: "De uma abertura imediatamente pressurizada [...] Pod wulkanem entra em um tipo de estase agradável e paradoxalmente hipnótica, filmado com luz disponível frequentemente deteriorada e em foco raso com lentes longas - não exatamente um filme de 'ponto de encontro', e mais sobre ganhar tempo na solidão urbana."